# Jean VI d'Alexandrie
Jean VI d'Alexandrie, parfois nommé Jean IV est un  patriarche melkite d'Alexandrie de 1062 ? 1100.